# Johann Adrian Slevogt

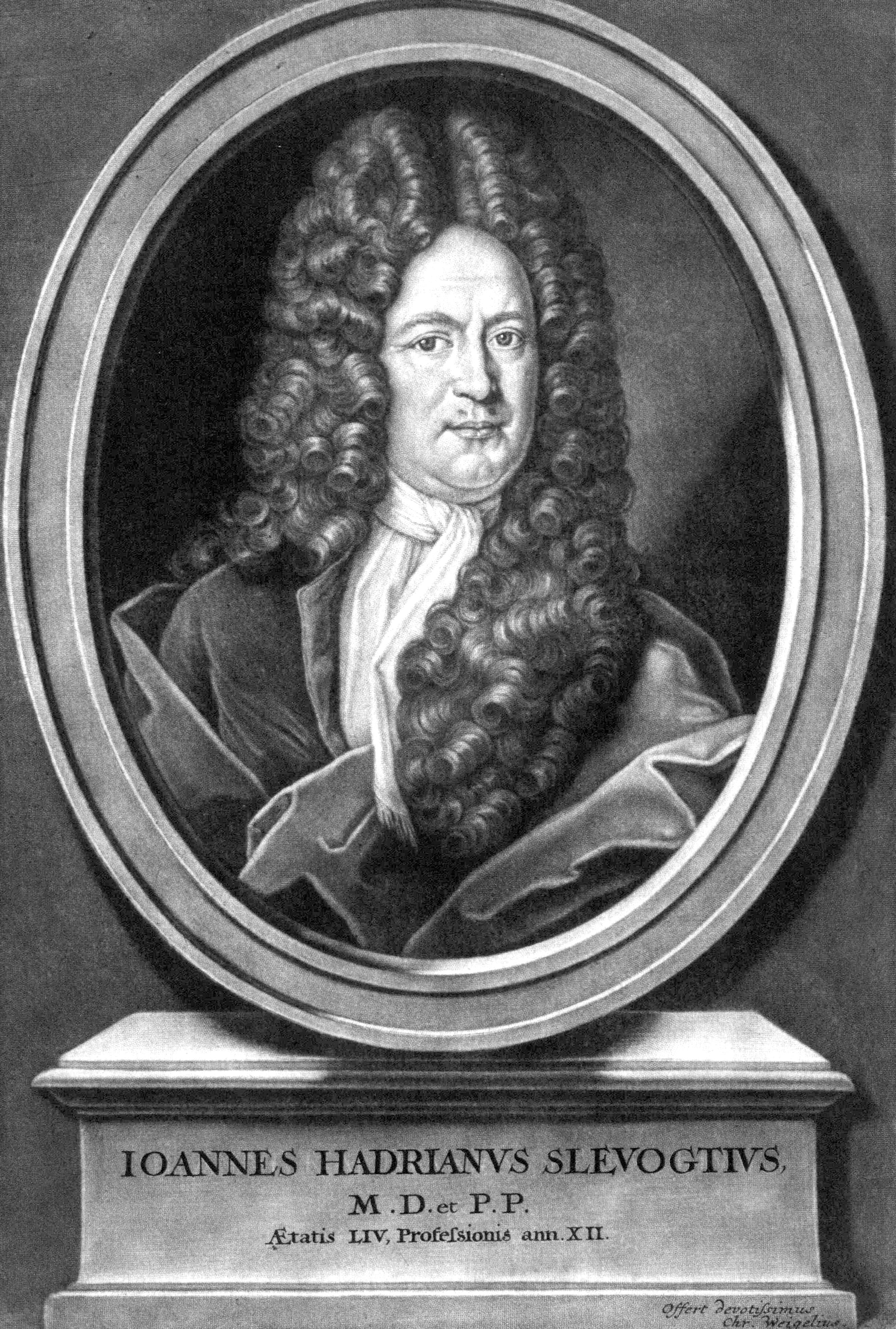
Johann Adrian Slevogt

Johann Adrian Slevogt, auch Johann Hadrian Slevogt/Schlevogt und latinisiert Johannes Hadrianus Slevogtius, (* September 1653 in Jena; † 29. August 1726 ebenda) war ein deutscher Mediziner.

## Leben
Slevogt war der Sohn des Jenaer Professors Paul Slevogt und dessen zweiter Frau Barbara Catharina Ringler. Er besuchte die Stadtschule in Jena, welche seit 1652 unter der Leitung von Johann Martin Ringler († 1676 in Jena) stand. Im Alter von sechzehn Jahren setzte er seine Ausbildung an der Universität Jena fort. Hier wurden zunächst Valentin Veltheim, Caspar Posner, Erhard Weigel und Martin Hartmann seine prägenden Lehrer. Im Anschluss unternahm er eine Kavaliersreise, welche ihn nach Italien, Frankreich, Holstein und Hamburg führte. Zurückgekehrt nach Jena setzte er seine Ausbildung bei Rudolph Wilhelm Krause d. J., Georg Wolfgang Wedel und August Heinrich Fasch fort. Seine medizinischen Erfahrungen der Praxis sammelte er in Weimar und Neustadt an der Orla.
Nach der Verteidigung der Inauguraldisputation de Anthrace pestilente wurde er am 23. August 1681 in Jena zum Doktor der Medizin promoviert. Danach arbeitete er als Stadtphysicus in Jena, engagierte sich am Vorlesebetrieb der Salana und wurde am 4. März 1695 zum Professor der Medizin, Anatomie und Botanik berufen. 1722 übernahm er den Lehrstuhl der Medizin und Chemie, welchen er bis zu seinem Lebensende innehatte. Zudem beteiligte er sich an den organisatorischen Aufgaben der Hochschule. So war er mehrfach Dekan der medizinischen Fakultät und in den Wintersemestern 1698, 1702, 1703, 1707, 1711, 1717 sowie 1723 Rektor der Alma Mater. Slevogt hatte keine größeren eigenständigen Werke geschaffen. Es entstanden jedoch zahlreiche Dissertationen, Programme und Gelegenheitsreden, welche seinen Namen führen. Diese sind aber überwiegend im Kontext seiner Hochschultätigkeit entstanden.

## Veröffentlichungen (Auswahl)
- De lapide bezoar. Jena 1706.
- De sympathetica morborum curatione mediante urina. Jena 1704.

## Familie
Slevogt verheiratete sich 1682 mit Maria Elisabeth Gerhard (1659–1722), die Tochter des Theologen Johann Ernst Gerhard der Ältere. Aus der Ehe stammen Kinder, von diesen kennt man:
- Gottlieb Slevogt (um 1694 – 18. Februar 1732 in Jena) Hofadvokat
- Johann Friedemann Slevogt (1684–1720), Mediziner
- Christina Sophia Slevogt († 1707)
- Katharina Elisabeth Slevogt († 1686)
- Maria Christina Slevogt verh. 1704 in Jena mit Dr. med. und Jenaer Stadtphysikus Elias Caspar Judelius († 1. Oktober 1712 in Jena) und ihre zweite Ehe 1716 in Jena mit dem Theologen Michael Förtsch

## Weblink
- Werke von und über Johann Adrian Slevogt in der Deutschen Digitalen Bibliothek

| Personendaten    | Personendaten                                     |
| ---------------- | ------------------------------------------------- |
| NAME             | Slevogt, Johann Adrian                            |
| ALTERNATIVNAMEN  | Slevogt, Johann Hadrian; Schlevogt, Johann Adrian |
| KURZBESCHREIBUNG | deutscher Mediziner                               |
| GEBURTSDATUM     | September 1653                                    |
| GEBURTSORT       | Jena                                              |
| STERBEDATUM      | 29. August 1726                                   |
| STERBEORT        | Jena                                              |